# 極限流空手
極限流空手（きょくげんりゅうからて）は、エス・エヌ・ケイの対戦型格闘ゲーム『龍虎の拳』シリーズなどに登場する架空の空手の流派。

## 概要
『龍虎の拳』の主人公であるリョウの父、タクマ・サカザキが創始した流派。サウスタウンの道場を本部としている。タクマが様々な格闘技を習得し、様々な強者と闘い技を磨き、実戦から相手の技を取り入れ、それを洗練し昇華させた武術。人体に流れる気の力を攻防に応用するのが基本。生命力とも言える氣を使うのは、達人ではないと無理があるため、道場経営時は一般向けに護身術程度の空手を教えている。天獅子悦也著の漫画版では、リョウが極限流の呼吸を使ったことで怪力のジャック・ターナーと腕相撲で互角に渡り合う力を見せた（腕相撲の土台が壊れたことで引き分けになった）。
一方『ザ・キング・オブ・ファイターズ』（以降『KOF』と表記）シリーズではメキシコなど各国に支部を作り、世界的な展開をしているが、「しごきが厳しすぎる」などの理由から、門下生がなかなか集まらないといった描写もなされる。通じてサカザキ家が貧乏だと見なされたりもする。『XV』では『XIV』でタクマが始めた“極限焼肉”という焼肉屋が成功し繁盛させているが、一方で本業の道場経営や修行がおろそかになってきている状況をリョウが憂う様子が描かれている（EDでリョウの発破により武道家としてやり直すことを一家とロバートが誓うが、焼肉屋自体はマルコに任せたのでそのままである）。

## 流派における戦術
基本的に一般的な空手をベースにしているが、本来反則となる柔道の投げ技や有効部位への過度な連続攻撃などをいくつか取り入れており、さらに気の力を極限状態まで高める修行を行うことで、「覇王翔吼拳」などの気弾を撃つことも可能であるため、遠近距離両方の攻撃に加え、守りはもちろん反撃に関しても通常の空手以上に対応することも可能というまさにバランスの取れた武術となっている。

## 使い手
- タクマ・サカザキ（創始者、別名「Mr.カラテ」「無敵の龍」（『龍虎の拳』より前の話。当時ライバルと呼ばれたのは「鉄の爪の虎」と謳われたリー・パイロンの師匠であり義父のリー・ガクスウ））
- リョウ・サカザキ（師範（MOW時代では総帥）、別名「無敵の龍」「二代目Mr.カラテ」）
- ロバート・ガルシア（別名「最強の虎」、タクマの門下生）
- ユリ・サカザキ（師範代、技はアレンジされている）
- マルコ・ロドリゲス（ブラジル支部：師範代）

## 組織
タクマ・サカザキを開祖とするが、彼自身が一時期、諸事情から失踪しており、具体的な組織の成立年代は不明である。ただし、その時期にもタクマの実子であるリョウが修行を続け、ストリートファイトに明け暮れていた。初代総帥の直弟子であるロバート・ガルシアは、師が失踪した後は個人的に修行を続けており、リョウと技を競い合うなど独自の路線で活動していた。
90年代にはリョウが総帥に就任するなど、一族経営形態である。道場は、黎明期である70年代にはサウスタウンにしか存在していなかったが、リョウの時代には世界各地に支部が存在しているなど、格闘界において一定の地位を築いている。

## 技の解説
以下は初出の作品ごとに記述する。

### 龍虎の拳

#### 必殺技
虎煌拳（こおうけん）
- 使用者：リョウ（二代目Mr.カラテ）、タクマ（Mr.カラテ）、ユリ、マルコ

手の平から気の塊を打ち出して前方へ飛ばす飛び道具。「虎をも焼き尽くす」と言われている。『龍虎』シリーズでは気力の少ない状態で出すと、威力が低下するだけでなく、すぐ目の前で消えてしまう。『龍虎2』『KOF'94』『KOF'95』のリョウは空中からも出すことが可能で、斜め下に気弾を飛ばす（『龍虎2』では真横へ飛ばすことも可能）。
「無敵の龍」であるリョウやタクマがこの名前の技を使う理由は「（ライバルである）虎を煌（うやま）う拳」とされるため。
『餓狼伝説スペシャル』（以下『餓狼SP』と表記）にて隠れキャラクターとして登場するリョウの「虎煌拳」には、虎のオーラが描かれている。
『KOF』シリーズでは、『'96』以降、キャラクターによっては全く飛ばなくなった（『'98』の裏性能キャラクターを除く）が、その場合はヒット時にダウンを奪えるなどの利点もある。また『武力』では強烈な掌底を打ち込む技であり、『2002』以降のタクマが使うものはそれに近く、見えない気を発して攻撃する技となっている。
『餓狼伝説 WILD AMBITION』（以下『WILD AMBITION』と表記）のMr.カラテ（リョウ）のものは、一定距離まで飛ぶと爆発する（ボタン押し溜めでこの爆発を大きくすることができる）。
龍撃拳（りゅうげきけん）
- 使用者：ロバート

ロバートが使う飛び道具。リョウと同じ師のもとで修行を積んで覚えた技だが、ロバートが『虎煌拳』にあたる技の名を変えた。こちらも『KOF』の一部の作品では飛ばなくなった。『龍虎』シリーズではリョウの「虎煌拳」と比べると、技の出は早い代わりに攻撃後の隙が大きいなどの区別がなされている。
「最強の虎」であるロバートが「龍を撃つ拳」として使う。
『'99』では、コマンドがタメ技になり、さらに『2000』では、気弾の形が三日月状のものになった。
『2001』からはタメコマンドから元に戻り、また『2003』では手の平で作った気の塊を蹴り飛ばすという方式にアレンジし、上下段撃ち分けが可能になるなど、「虎煌拳」との技の差別化が大きくなった。
飛燕疾風脚（ひえんしっぷうきゃく）
- 使用者：リョウ（二代目Mr.カラテ）、ロバート、タクマ（Mr.カラテ）、マルコ

水平方向への跳び橫蹴りを出し、それが相手に当たるとさらに空中で回し蹴りを繰り出して相手を蹴り飛ばし、ダウンさせる。2段目の回し蹴りは『龍虎』では気力が少ない状態だと出ない。『龍虎2』では全員初段の後空中で2段目の蹴りを放つようになった。攻撃後はヒット・ガードを問わず後方へ大きく跳び退くが、蹴りが1回で終わる状態では後退の速度と距離がともに低下する。『KOF』シリーズでは2段目に出す回し蹴りが、3人でそれぞれ異なる。
『KOF』シリーズでは、『'96』以降はリョウとタクマのみの技となった他、リョウのものは大きくモーションが変更され、初段が跳び膝蹴りを当ててから膝を延ばしてそのまま蹴り飛ばす二段構成の蹴りになった。弱威力で出すとやや斜めに蹴りを出して突進し、接近していれば2ヒットする。強威力で出すと、弱よりも長距離を突進し、3ヒットする跳び回し蹴りとなる。ヒット効果はいずれも相手はダウン。
『KOF』シリーズのタクマのこの技は、弱で出すと最初の跳び橫蹴りのみだが、強は2段目に出す橫蹴りを当てると相手が垂直に浮く。この特質は『'94』のときから変わっていない。
『武力』や『WILD AMBITION』では連続入力技になっている。
マルコのものは、強で出すと跳び膝蹴りを決めて相手を浮かせてから、浴びせ蹴りを出して相手を蹴り落とす仕様になっている。
暫烈拳（ざんれつけん）
- 使用者：リョウ（二代目Mr.カラテ）、タクマ（Mr.カラテ）、マルコ

その場で拳の連打を繰り出し、一発でも当たるとそのまま連打を続けて浮かし上げ、とどめにアッパーカットで殴り飛ばす。気力の消費量が激しい技だが、クリーンヒットさせればダメージは大きい。
作品によっては、最後の一撃が正拳突き（もしくは弱が正拳突きで強がアッパーカットでのとどめ）に変化する場合もある。マルコのものはT.O.Pアタックで、一発ごとのガードクラッシュ値が低い上、クリーンヒットさせないとダメージが激減する。
『餓狼SP』のリョウが使うものは、吸い込み能力はない。
幻影脚（げんえいきゃく）
- 使用者：ロバート

いわば、蹴りで出す「暫烈拳」。片脚立ちで蹴りの連打を繰り出し、一発でも当たるとそのまま連打を続けて浮かし上げ、とどめに回し蹴りで蹴り飛ばす。『KOF』シリーズでは『'96』で削除され、『'98』の裏性能版で復活した。
『ネオジオバトルコロシアム』（以下『NBC』と表記）ではその場からの突き蹴りから蹴りの連打を見舞うようになっており、モーションも変わっている。なお、従来の「幻影脚」もダブルアサルト中の攻撃として使っている。
虎咆（こほう）、龍牙（りゅうが）、ビルトアッパー
- 使用者：リョウ（二代目Mr.カラテ）、ロバート、マルコ、Mr.カラテ

跳び上がりながらのアッパーカット。初代『龍虎』では気力を消費しない。『龍虎2』では気力を消費する代わりに上昇中完全無敵（技の出始めから全身打撃無敵＆通常投げやコマンド投げなどの全ての投げ技に対しても完全無敵となる）が追加され、反撃技として使用可能。拳だけでなく、膝でも攻撃している。
『餓狼SP』では、密着状態の相手に対して出すと3ヒットし、ヒット効果はのけぞり。『餓狼SP』では出始めに無敵判定が付く（CPU版は上昇中が完全無敵）。
「ビルトアッパー」は初代『龍虎』、『餓狼SP』、『武力ONE』、『KOF MAXIMUM IMPACT 2』、『KOF MI REGULATION "A"』でのみの名称である（『KOF MI2』、『KOF MI REGULATION "A"』では二代目Mr.カラテが使用）。『龍虎2』からはリョウが「虎咆」、ロバートが「龍牙」の名称を使った。後にマルコや『SVC CHAOS』のMr.カラテが使うのも「虎咆」である。『SVC CHAOS』の本気になったMr.カラテ版は弱は上昇する寸前、強は上昇し切る（攻撃判定が消える）まで完全無敵で、割り込みや対空で使えばほぼ確実に打ち勝てる強力な対空技になっている。
リョウのものはモーションが2種類あり、初代『龍虎』・『餓狼SP』・『KOF』シリーズの一部作品（『'98（裏バージョンのみ）』、『2002』『NW』『2003』『XI』）・『SVC CHAOS』では背中を向けて跳び上がり、その他の作品では顔が見える向きで跳び上がる。
マルコはこの技が「ブレーキング」に対応している。

#### 超必殺技（隠し必殺技）
覇王翔吼拳（覇王至高拳）（はおうしょうこうけん（はおうしこうけん））
- 使用者：リョウ（二代目Mr.カラテ）、ロバート、タクマ（Mr.カラテ）、ユリ、マルコ

両手に気を溜めて構えてから、巨大な気弾を前方へ発射する。技名はタクマのみ「覇王至高拳」となる（『KOF MAXIMUM IMPACT』（以下『MI』と表記）シリーズの『MI2』以降に登場する二代目Mr.カラテも「皆伝奥義 覇王至高拳」として使用）。
初代『龍虎』のCPU戦では、ボーナスゲーム「超必殺技伝授」で習得する必要があった。同作において初めて対戦格闘ゲームに「超必殺技」という概念が生まれたため、後述の「龍虎乱舞」を除く場合、対戦格闘ゲーム史上初の超必殺技である。
『'94』『'95』では通常の必殺技扱いであり（『'98』のタクマも同様）、さらにユリは『'99』以降、「虎煌拳」を入力する際にボタンを押しっぱなしにすることでこの技が発動するようになった。『'97』以降のパワーMAX版では、通常版の「覇王翔吼拳」も貫通するようになった。
『SVC CHAOS』でのMr.カラテのEXCEEDとして、「覇王至高拳」を3連発する「超覇王至高拳（ちょうはおうしこうけん）」も存在する（元々は『'98』からのタクマのパワーマックス版「龍虎乱舞」の締め技）。なお、ボスキャラクターである「本気になったMr.カラテ」は、通常の必殺技として出すことができる。3発目を撃ち切った瞬間までが完全無敵となるため、近距離で相手の攻撃に割り込めば確実に打ち勝つことができる。
『2002』以降のタクマのものは、その場での両手を揃えた掌底打ちになっている。ガードクラッシュ値が高く、強で出した場合は必ずガードクラッシュとなる。
『WILD AMBITION』のMr.カラテは空中からも出すことができる。
龍虎乱舞（りゅうこらんぶ）
- 使用者：リョウ（二代目Mr.カラテ）、ロバート、タクマ（Mr.カラテ）、マルコ

その場で腕を交差させて構えてから突進し、相手の目前に立つとガードを許さない凄まじい連撃を喰らわせる。己の潜在能力を無意識に引き出して繰り出すため、極限まで追い詰められた状態で初めて使える極限流究極奥義。見た目が豪快で爽快感があり、しかも新規グラフィックを用意する必要がないため、以後に登場する格闘ゲームの定番となり同種の技が「乱舞技」と呼ばれる所以ともなった。
また格闘ゲームで初めて「レバー操作＋ボタン同時押し」というコマンドを用いており、さらにこのコマンドは隠し要素とされ、操作説明書に記載されておらず、「覇王翔吼拳」のようにゲーム中でも明らかにされていなかった。
『KOF』シリーズなどでは、突進をガードで防がれると技は発動せずに乱舞攻撃をしなくなるが、一部作でのみガードされても乱舞攻撃を繰り出したり（『'97』・『'98』のリョウとロバートのもの）、ガード不能なものも存在する（『2002』のリョウのMAX版（ガード不能な上、技の出始めから完全無敵で無敵時間もかなり長いため飛び道具などもすり抜けられる）やロバートのMAX2「絶!!龍虎乱舞（ぜつ!!りゅうこらんぶ）」など）。また、リョウのみ『'95』に限り空中での使用が可能となっている。
リョウ、ロバートは基本的に最後はビルトアッパー（「虎咆」、「龍牙」）で締めるが、タクマは相手をふらふら状態にさせてから一旦離れて、「覇王至高拳」で締める。なお、タクマがMr.カラテとして登場した際は作品ごとに異なり、『SVC CHAOS』ではタクマと同じく「覇王至高拳」で締めているが、GB版『熱闘KOF'96』では「暫烈拳（ただし、モーションがアーケード版とは異なる）」、SFC版初代『龍虎の拳』では「ビルトアッパー」で締めていた。また、『WILD AMBITION』のMr.カラテ（リョウ）は「覇王至高拳」で締め、ロバートも作品によっては「龍斬翔」で締める。『KOF』シリーズのタクマは、弱龍虎乱舞は発生が非常に早く、ガードされても隙が全く無くタクマの方が先に動けるため反撃を受けない。強龍虎乱舞は技の出掛かりから完全無敵かつ無敵時間も非常に長い。MAX龍虎乱舞は発生が非常に早くガードされても先に動けるのに加え、技の出掛かりから完全無敵かつ無敵時間も非常に長いと弱と強の長所を兼ね備えた超高性能な技となる。
マルコのみ、突進せずにその場で乱舞する。発動時にボタンを連打することで、より攻撃が激しいものになる。最大連打を達成すると乱舞の構成がそれ以下のものから大きく変わる。ただし、連続技に組み込めなくなるという弊害も生じる。
『武力』でも使えるが、こちらも突進はせず、さらに「天の構え（てんのかまえ）」から手動で攻撃する必要がある。『NBC』でも、通常の龍虎乱舞とは別にこれと同様の超必殺技「武力乱舞（ぶりきらんぶ）」が用意された。ただし、始動は「天地上下の構え（てんちじょうげのかまえ）」となる。
『MI2』の二代目Mr.カラテは「皆伝奥義 龍虎乱舞（かいでんおうぎ りゅうこらんぶ）」として使用。

### 龍虎の拳2

#### 必殺技
雷煌拳（らいおうけん）
- 使用者：ユリ

手の平に気を溜めてから跳び上がり、空中からそれを打ち出す技。足元に当てることで、立ちガードができなくなる場合がある。
『KOF』の一部作では、気を纏った飛び込み両手組みパンチになっていた。『2002』以降は空中から入力する技となっている。『XIII』では地上入力版と空中入力版（「空中雷煌拳」）に別れたが、『XIV』では再び空中入力のみに戻っている。また、『XIII』の「空中雷煌拳」のEX版及び『XIV』のEX版では気弾を2発同時に打ち出す技となる。
飛燕龍神脚（ひえんりゅうじんきゃく）
- 使用者：ロバート

ロバートのみの技で、空中から跳び蹴りで奇襲する。初登場となる『龍虎2』では、足先にオーラを纏っており、当たると後方へ跳ね返って着地する。『KOF』では、ガードされると後方へ跳ね返るが、ヒット時はそのまま進んだ後に着地する。
『'99』以降は特殊技扱いとなる。
極限流連舞拳（きょくげんりゅうれんぶけん）
- 使用者：リョウ、ロバート

ジャブ、ストレート、アッパーカットによる連続攻撃を繰り出す。『龍虎2』ではロバートも使っていた。2発目と3発目の間に隙があるため、連続ヒットすることはない。
『KOF』シリーズでは、初段がガード不能の「打撃投げ」として復活し、『'95』にてリョウに追加され、ロバートには「極限流連舞脚（きょくげんりゅうれんぶきゃく）」として追加された。「極限流連舞拳」も「極限流連舞脚」も『'99』にて削除されたが、ロバートには、これに相当する技「旋燕連舞脚（せんえんれんぶきゃく）」が新たに導入された。
『WILD AMBITION』のMr.カラテ（リョウ）は、この技の強化版といえる「極限流連極拳（きょくげんりゅうれんきょくけん）」を使う。
鬼神激（『KOF』では「激」の字が「撃」になっている）（きじんげき）
- 使用者：タクマ（Mr.カラテ）、二代目Mr.カラテ

初めて登場したのは『龍虎2』で、タクマが使用する。技の性質はリョウの「極限流連舞拳」とほぼ同じ。
『'98』にて、「打撃投げ」の超必殺技「真・鬼神撃（しん・きじんげき）」となって復活した。『MI2』の二代目Mr.カラテも「皆伝奥義 真・鬼神撃（かいでんおうぎ しん・きじんげき）」として使用。
燕舞脚（えんぶきゃく）
- 使用者：ユリ

『龍虎2』にて登場。正拳突き、踏み付け蹴り、突き上げパンチ、円振蹴りの4発を連続で見舞う。父や兄のものと同じく、連続ヒットすることはない。
翔乱脚（しょうらんきゃく）
- 使用者：タクマ、二代目Mr.カラテ

高速で走って相手に近づくと、肩に掴み上がり膝蹴りの連打を決める。『'94』では、接近した相手に発動する完全なコマンド投げ扱いだったが、『'95』では、弱だとそのまま、強だと『龍虎2』同様に走って接近するようになった（強はガードで防がれるが、攻撃避け中の相手を捕えることが可能）。『MI2』では、リョウの別バージョンである二代目Mr.カラテが「皆伝 翔乱脚（かいでん しょうらんきゃく）」として使用。
百烈びんた（ひゃくれつびんた）
- 使用者：ユリ

地面を滑るようにして相手に近づき、引っ掴んで往復ビンタを喰らわせて弾き飛ばす。
『KOF』シリーズでは、タクマの「翔乱脚」同様に、『'94』ではコマンド投げ扱い、『'95』では弱と強で性質が異なる。また、『XIII』以降は弱がコマンド投げ、強が移動投げ、EX版が突進してからの打撃投げとなっている。
砕破（サイファ）
- 使用者：ユリ

両手を突き出して気の壁を張り出す。『龍虎2』では、攻撃が出るまで上半身無敵のほか、気力が緑の状態で出すと、相手の足払いも潰せるほど攻撃判定が大きくなる。『'98』の裏性能のユリはこの技を使用可能で、相手の飛び道具をかき消すことができる。なお、『龍虎2』のインストラクションカードには、「極限流砕破」と書かれている。

#### 超必殺技（隠し必殺技）
飛燕鳳凰脚（ひえんほうおうきゃく）
- 使用者：ユリ

腕を交差させて構えてから高速で突進、接触した相手に何度も踏みつけるように蹴りを喰らわせて蹴り飛ばすと、ユリは後方宙返りして着地する。『KOF』や、『CAPCOM VS. SNK』のMAX（レベル3スーパーコンボ）版ではフィニッシュが小さく宙返りして雷煌拳のモーションで殴りつけるものに変化する。
『KOF XI』ではリーダー超必殺技として空中版が追加される。こちらは急降下蹴りから始動する。

### 龍虎の拳 外伝

#### 必殺技
虎煌撃（こおうげき）
- 使用者：リョウ（二代目Mr.カラテ）

『龍虎の拳 外伝』での技で、ダウン中の相手に「虎煌拳」を叩き込む追加攻撃技。
『WILD AMBITION』のシステムで用意されているダウン追い打ち技でも、同様の攻撃を行う。
龍斬翔（りゅうざんしょう）
- 使用者：ロバート

後方宙返りを決めつつ逆足で蹴り飛ばす、いわゆるサマーソルトキック。『龍虎の拳 外伝』ではコンビネーションからのみ出せる必殺技だった。

### ザ・キング・オブ・ファイターズシリーズ

#### 通常技
技名が公表されている『'94』〜『'96』の名称のみ記載。
リョウ・サカザキ
| 操作       | 立ち（近距離）                                    | 立ち（遠距離）                                    | しゃがみ         | 垂直ジャンプ                                    | 前方ジャンプ                                    | 後方ジャンプ                                    |
| ---------- | ------------------------------------------------- | ------------------------------------------------- | ---------------- | ----------------------------------------------- | ----------------------------------------------- | ----------------------------------------------- |
| 弱パンチ   | ひじ打ち                                          | 左正拳                                            | しゃがみ正拳突き | 『'95』以前：跳び正拳突き 『'96』：跳び手刀打ち | 『'95』以前：跳び正拳突き 『'96』：跳び手刀打ち | 『'95』以前：跳び正拳突き 『'96』：跳び手刀打ち |
| 強パンチ   | 『'95』以前：ボディーブロー 『'96』：鉄拳寸打     | 右正拳突き                                        | しゃがみアッパー | 跳び右正拳突き                                  | 跳び右正拳突き                                  | 跳び右正拳突き                                  |
| 弱キック   | 『'95』以前：足掛け蹴り 『'96』：三日月蹴り       | 『'95』以前：横蹴り 『'96』：右中段蹴り           | しゃがみ足払い   | 跳び蹴り（※）                                   | 跳び蹴り（※）                                   | 跳び蹴り（※）                                   |
| 強キック   | 『'95』以前：外回し蹴り 『'96』：足掛け蹴り       | 後ろ回し蹴り                                      | 回転足払い       | 跳び回し蹴り（※）                               | 跳び回し蹴り（※）                               | 跳び回し蹴り（※）                               |
| 攻撃避け   | 構え避け                                          | 構え避け                                          |                  |                                                 |                                                 |                                                 |
| カウンター | 側肘打ち                                          | 側肘打ち                                          |                  |                                                 |                                                 |                                                 |
| ふっ飛ばし | 『'95』以前：猛虎降脚蹴り 『'96』：鉄拳・風林火山 | 『'95』以前：猛虎降脚蹴り 『'96』：鉄拳・風林火山 |                  | 『'94』：跳び回し蹴り 『'95』以降：猛虎竜巻斬り | 『'94』：跳び回し蹴り 『'95』以降：猛虎竜巻斬り | 『'94』：跳び回し蹴り 『'95』以降：猛虎竜巻斬り |
| 投げ       | 巴投げ                                            |                                                   |                  |                                                 |                                                 |                                                 |

※垂直ジャンプキックと斜めジャンプキックは、『'95』以前はそれぞれ名前は同じだがグラフィックが異なる。
ロバート・ガルシア
| 操作       | 立ち（近距離） | 立ち（遠距離）                                      | しゃがみ                                  | 垂直ジャンプ                                            | 前方ジャンプ                                            | 後方ジャンプ                                            |
| ---------- | -------------- | --------------------------------------------------- | ----------------------------------------- | ------------------------------------------------------- | ------------------------------------------------------- | ------------------------------------------------------- |
| 弱パンチ   | 左ジャブ       | 左ジャブ                                            | しゃがみジャブ                            | 跳び下段正拳                                            | 跳び下段正拳                                            | 跳び下段正拳                                            |
| 強パンチ   | ボディーブロー | 右ストレート                                        | しゃがみアッパー                          | 跳び右正拳                                              | 跳び右正拳                                              | 跳び右正拳                                              |
| 弱キック   | 足掛け蹴り     | 『'95』以前：左サイドキック 『'96』：間接蹴り       | しゃがみ足払い                            | 跳び横蹴り                                              | 跳び横蹴り                                              | 跳び横蹴り                                              |
| 強キック   | かかと落とし   | 『'95』以前：上段回し蹴り 『'96』：折腹中段回し蹴り | 『'95』以前：回転足払い 『'96』：失脚蹴り | 跳び後ろ蹴り                                            | 跳び後ろ蹴り                                            | 跳び後ろ蹴り                                            |
| 攻撃避け   | スイングスルー | スイングスルー                                      |                                           |                                                         |                                                         |                                                         |
| カウンター | 振り回し蹴り   | 振り回し蹴り                                        |                                           |                                                         |                                                         |                                                         |
| ふっ飛ばし | 匂龍降脚蹴り   | 匂龍降脚蹴り                                        |                                           | 『'94』：跳び後ろ蹴り 『'95』以降：ハイテンションキック | 『'94』：跳び後ろ蹴り 『'95』以降：ハイテンションキック | 『'94』：跳び後ろ蹴り 『'95』以降：ハイテンションキック |
| 投げ       | 首切り投げ     |                                                     |                                           |                                                         |                                                         |                                                         |

タクマ・サカザキ
| 操作       | 立ち（近距離） | 立ち（遠距離） | しゃがみ           | 垂直ジャンプ                              | 前方ジャンプ                              | 後方ジャンプ                              |
| ---------- | -------------- | -------------- | ------------------ | ----------------------------------------- | ----------------------------------------- | ----------------------------------------- |
| 弱パンチ   | ひじ打ち       | 左正拳突き     | しゃがみ正拳突き   | 跳び下段左手刀打ち                        | 跳び下段左手刀打ち                        | 跳び下段左手刀打ち                        |
| 強パンチ   | ボディーブロー | 右正拳突き     | 起き上がりアッパー | 跳び下段右手刀打ち                        | 跳び下段右手刀打ち                        | 跳び下段右手刀打ち                        |
| 弱キック   | 足掛け蹴り     | 横蹴り         | しゃがみ足払い     | 跳び蹴り                                  | ひざ落とし                                | ひざ落とし                                |
| 強キック   | ハイキック     | 回し蹴り       | しゃがみすくい払い | 跳び蹴り（※）                             | 跳び蹴り（※）                             | 跳び蹴り（※）                             |
| 攻撃避け   | 胸そらし       | 胸そらし       |                    |                                           |                                           |                                           |
| カウンター | 翔激掌         | 翔激掌         |                    |                                           |                                           |                                           |
| ふっ飛ばし | 鬼ごろし       | 鬼ごろし       |                    | 『'94』：跳び蹴り 『'95』以降：不動剛腕撃 | 『'94』：跳び蹴り 『'95』以降：不動剛腕撃 | 『'94』：跳び蹴り 『'95』以降：不動剛腕撃 |
| 投げ       | 一本背負い     |                |                    |                                           |                                           |                                           |

※垂直ジャンプ強キックと斜めジャンプ強キックは、名前は同じだがグラフィックが異なる。
ユリ・サカザキ
| 操作       | 立ち（近距離）                          | 立ち（遠距離） | しゃがみ           | 垂直ジャンプ                                          | 前方ジャンプ                                    | 後方ジャンプ                                    |
| ---------- | --------------------------------------- | -------------- | ------------------ | ----------------------------------------------------- | ----------------------------------------------- | ----------------------------------------------- |
| 弱パンチ   | 『'95』以前：肘打ち 『'96』：左正拳突き | 左正拳突き     | しゃがみ左正拳突き | 『'95』以前：跳び平手打ち 『'96』：跳び肘落とし       | 『'95』以前：跳び平手打ち 『'96』：跳び肘落とし | 『'95』以前：跳び平手打ち 『'96』：跳び肘落とし |
| 強パンチ   | ボディーブロー                          | 突き上げパンチ | 起き上がりアッパー | 『'95』以前：空中はたき落とし 『'96』：空中突き落とし | 空中はたき落とし                                | 空中はたき落とし                                |
| 弱キック   | 踏みつけ蹴り                            | 燕脚蹴り       | しゃがみ蹴り       | 『'95』以前：飛び横蹴り 『'96』：燕落とし             | 飛び横蹴り                                      | 飛び横蹴り                                      |
| 強キック   | ひざ蹴り                                | 円振蹴り       | しゃがみ足払い     | 跳び回し蹴り                                          | 『'95』以前：跳び回し蹴り 『'96』：跳び燕蹴り   | 『'95』以前：跳び回し蹴り 『'96』：跳び燕蹴り   |
| 攻撃避け   | 燕流避                                  | 燕流避         |                    |                                                       |                                                 |                                                 |
| カウンター | 大円振蹴り                              | 大円振蹴り     |                    |                                                       |                                                 |                                                 |
| ふっ飛ばし | 一撃はりて                              | 一撃はりて     |                    | 『'94』：跳び回し蹴り 『'95』以降：燕返し打ち         | 『'94』：跳び回し蹴り 『'95』以降：燕返し打ち   | 『'94』：跳び回し蹴り 『'95』以降：燕返し打ち   |
| 投げ       | さいれんと投げ                          |                |                    | 燕落とし                                              | 燕落とし                                        | 燕落とし                                        |

#### 投げ技
巴投げ（ともえなげ）
- 使用者：リョウ

相手を掴んで一瞬で片足を引っ掛けてから勢い良く後方へ投げ飛ばす。
首切り投げ（くびきりなげ）
- 使用者：ロバート

相手を片手で掴んで後方の地面に叩き付ける。『'96』以降は、ダウン回避不可となっている。
美・サイレント投げ（び・サイレントなげ）
- 使用者：ユリ

相手を掴んで低く跳び上がり、巴投げの要領で後方へ投げ飛ばす。投げた後、ユリはその場で一回転するように大きく跳び上がってポーズを取る。この間は全くの無防備状態。『KOF』シリーズでの技名は「さいれんと投げ」。
いづな落とし（いづなおとし）
- 使用者：ユリ

極限流空手の使い手の中で、ユリは唯一、空中投げを使うことができる。空中の相手を掴むと、反転させて頭から地面に叩き付ける。『龍虎2』でのこの技は、投げ受け身を一切取ることができないため、かなり高い性能を持つ。『KOF』シリーズでの技名は「燕落とし」。『XIII』以降は後述の「鳳翼」からの派生専用技となっている。
一本背負い（いっぽんぜおい）
- 使用者：タクマ

相手の体を両手で掴んで、後方に投げ落とす。
谷落とし（たにおとし）
- 使用者：リョウ

『餓狼SP』のゲスト出演時に使っていた投げ技で、『KOF』では『'96』以降で使用。相手を掴むと、相手の体ごと勢い良く倒れ込んで地面に叩き付ける。ダウン回避不可。
龍跳脚（りゅうちょうきゃく）
- 使用者：ロバート

『'96』にて追加されたロバートの通常投げ。相手を掴むと、自分の体を反転させて脚をまっすぐに延ばし、相手を蹴り飛ばす。
鬼はりて（おにはりて）
- 使用者：ユリ

『'96』にて追加されたユリの通常投げの1つ。相手を掴んで、張り手を一発叩き込んで弾き飛ばす。
大外刈り（おおそとがり）
- 使用者：タクマ

『'98』にて追加された通常投げの1つ。大外刈りを決めて倒れた相手に、さらに拳による一撃（後の「桂馬打ち」）を叩き込む。『'98』以降のタクマの通常投げは、双方ともダウン回避ができない。
極限流・三連撃（きょくげんりゅう・さんれんげき）
- 使用者：リョウ

『XIV』で「谷落とし」の代わりに使用する。掴んだ相手に膝蹴りを叩き込み、流れるような左右の正拳突きで吹き飛ばす。

#### 特殊技
氷柱割り（ひょうちゅうわり）
- 使用者：リョウ（二代目Mr.カラテ）

『'95』にて追加された特殊技。一歩踏み込んで垂直に手刀を打ち下ろす。しゃがみガード不可。
この技および後述の「ビール瓶斬り」は、共に『龍虎の拳』の各ステータスアップのボーナスゲームである、「氷柱割り」、「ビール瓶切り」が元ネタである。
上段受け（じょうだんうけ）、下段受け（げだんうけ）
- 使用者：リョウ（二代目Mr.カラテ）

少し前進しながら片腕をかざす技で、この腕にガードポイントがある。初出は『'99』で、この時は上段受けのみ以後の作品と動作が異なっていた。『2000』以降は攻撃を受け止めた時のみにキャンセルをかけることができるようになっている。また、『CAPCOM VS. SNK 2』では上段ブロッキングの動作として上段受けが使われている（下段ブロッキングは上段受けをしゃがんだまま行うようなもので、KOFの下段受けとは異なる）。
スライディング
- 使用者：ロバート

『龍虎2』にて初登場した技で、前方ダッシュ中にキックボタンを押すと、滑り込み蹴りが出る。ヒット効果はのけぞりで威力も低いが、相手の出鼻を挫く効果はそれなりに高い。
龍翻蹴（りゅうはんしゅう）
- 使用者：ロバート

『'97』にて追加されたロバートの特殊技。後ろに向いて、斜め上に蹴りを出す。通常技の強攻撃からキャンセルで出すと連続ヒットし、この技も必殺技でキャンセルが可能。
燕翼（えんよく）
- 使用者：ユリ

前方へヒップアタックを出す。元々は『龍虎2』でのユリの遠距離立ち強キックで、技名はそのまま「ヒップアタック」。『'95』にて特殊技として追加され、ヒット効果は小さく吹き飛んで転倒。技のリーチは短く、隙も大きいが、判定はそれなりに強い。
刺燕（しえん）
- 使用者：ユリ

判定が強い足払いを出す。下段判定だが、相手をダウンさせられない。
昇燕（しょうえん）
- 使用者：ユリ

『2002』から追加されたユリの特殊技。ヒット時には追撃判定を残したまま相手を浮かせる。
旋回脚（せんかいきゃく）
- 使用者：ユリ

『'99』から『2001』まで使用した前方回し蹴り。
ゆり降り（ゆりおり）
- 使用者：ユリ

『2003』で追加されたユリの特殊技。
鬼車（おにぐるま）
- 使用者：タクマ

一歩踏み込んでラリアットを叩き込む。弱攻撃から連続ヒットするほど発生が早く、その場合のヒット効果はのけぞりとなり、各種必殺技でキャンセルが可能。この技を単体で当てると、相手をその場でうつ伏せダウンさせ、ダウン回避ができない。『'98』以降のタクマの攻撃の主軸となる技。
瓦割り（かわらわり）
- 使用者：タクマ

前方へ踏み込みつつ、捻り込むように肘を落とす。しゃがみガード不可。
飛車落とし（ひしゃおとし）
- 使用者：タクマ

『'99』にて追加されたタクマの特殊技。一歩身を引いたのち、手刀を水平に振る。手刀を振り切った瞬間に、相手の飛び道具（弾状のもの）を打ち消すことができる。
桂馬打ち（けいまうち）
- 使用者：タクマ

『'99』にて追加されたタクマの特殊技。地面に向かって拳を突き出す。下段判定の攻撃で、通常技からキャンセルで出すことで、必殺技でキャンセルができる。さらに、ダウン中の相手にこの技を出すと、追撃攻撃となってダメージを与えることが可能。
ユリ雷神脚（ゆりらいじんきゃく）
- 使用者：ユリ

『XIII』で追加されたユリの特殊技。空中から跳び蹴りを放つ。

#### 『KOF』シリーズでの必殺技
極限流連舞脚（きょくげんりゅうれんぶきゃく）
- 使用者：ロバート

『'95』にて追加されたロバートの必殺技で、接近した相手に蹴りを連続で見舞う。「極限流連舞拳」と同じく「打撃投げ」であり、吹き飛んだ相手に追撃ができる。通常技からは、強攻撃からのみつなげることが可能。『'97』では、出際に無敵時間がある。
空牙（くうが）（ユリちょうアッパー）
- 使用者：ユリ

ユリがリョウらのビルトアッパーを真似た技。ユリ自身は「ユリちょうアッパー」と名付けたが、タクマには認められないため、別の名前（「空牙」）を付けられている。この技から「裏空牙（うらくうが）（ダブルユリちょうアッパー）」に派生する（強で出した場合のみ）。これはアッパーで浮かせた相手をそのまま逆の手でアッパーするもの。『MI2』ではそこからさらに「闇空牙（やみくうが）（トリプルユリちょうアッパー）」、さらに「夢空牙（むくうが）（ユリちょうアッパーフィニッシュ）」へ派生が可能。
猛虎雷神剛（もうこらいじんごう）
- 使用者：リョウ

『'96』にて追加されたリョウの必殺技。片腕でガードの構えをしてから、踏み込みつつアッパーカットを繰り出す。「虎咆」でキャンセルでき、『'98 ULTIMATE MATCH』（以下『'98UM』）では強パンチボタンを押して出した場合のみ「飛燕疾風脚」にもキャンセル可能。相手の攻撃を受け流しつつ攻撃が可能で、性能は高い。
後の作品でこのガードの構えが特殊技「上段受け」となった。
『'98』では攻撃のモーションが変わり、同じ腕でフックと肘打ちを立て続けに繰り出す。
猛虎雷神刹（もうこらいじんせつ）（『NBC』では「雷神刹（らいじんせつ）」）
- 使用者：リョウ（二代目Mr.カラテ）

前方へ大きく飛び込みながら、しゃがみガード不可の手刀を打ち下ろす。強で出すと高速で跳び掛かり、ヒットした相手をその場にうつ伏せダウンさせる。跳び掛かる瞬間に無敵時間があるほか、ガードされても反撃を受けにくい。
飛燕旋風脚（ひえんせんぷうきゃく）
- 使用者：ロバート

『'96』以降、「飛燕疾風脚」の代わりに導入された技で、低く跳びつつ連続回し蹴りを繰り出す。ガードされても反撃を受けにくい。
『2003』以降では連続入力技になっている。また『NBC』や『XI』ではどの段階からも「飛燕旋風脚フィニッシュ」を追加できる。
飛燕旋風脚（ひえんせんぷうきゃく） / ユリちょう回し蹴り（ユリちょうまわしげり）
- 使用者：ユリ

ロバートと同じ技名だが、モーションが異なる。ユリは、竜巻のように空中で回し蹴りを出すもの。弱攻撃から繋がるほど発生が速く、連続ヒットする。『MI』シリーズではスタイリッシュアートとして使用している。
飛燕疾風拳（ひえんしっぷうけん）（ユリちょうナックル）
- 使用者：ユリ

拳を突き出して突進する技。『'99』からは腕をぐるぐると回して溜めてから繰り出す。ボタンを押し続けると、ある程度腕を回したままにすることが可能で、その間に攻撃力が上昇していく。さらに、回している腕にも攻撃判定があるだけでなく、その回す腕で相手の（一部の）飛び道具をかき消すこともできる。これも『MI』シリーズではスタイリッシュアートとして使われている。
猛虎無頼岩（もうこぶらいがん）
- 使用者：タクマ（Mr.カラテ）、二代目Mr.カラテ

片腕をかざしてからの正拳突き。かざした片手で相手の攻撃を防ぎつつ攻撃できる。『'98UM』では正拳突きで飛び道具を跳ね返すことも可能。
『MI2』では二代目Mr.カラテが「皆伝 無頼岩」として使用。この時は強で出した場合のみボタン長押しでタメが可能になっている。
虎砲疾風拳（こほうしっぷうけん）
- 使用者：リョウ（二代目Mr.カラテ）

『'99』から「猛虎雷神剛」の代わりに使い始めた技。後ろに振り向いてから正拳突きで突進する。
『'99』と『2000』以降でモーションが違い、『'99』のものはかなり変わったモーションになっていた。
『NBC』でもモーションが変わり、振り向かずに正拳突きを繰り出す。
『MI』シリーズでは、第1作のみスタイリッシュアートとして使用。『MI2』以降は必殺技になっている。
旋燕連舞脚（せんえんれんぶきゃく）
- 使用者：ロバート

『'99』にて「極限流連舞脚」に代わって導入された技。技の流れは「極限流連舞脚」に似ているが、一撃目はアッパー攻撃である。4発の打撃を浴びせて吹き飛ばした相手に追撃ができる。『2000』でのみ「打撃投げ」扱い。『2001』ではワイヤーダメージに対応し、パワーMAX超必殺技などに繋げることができる。
三戦の型（さんちんのかた）
- 使用者：タクマ

『'99』と『2002UM』で使用する。前者はパワーゲージを溜める技だが、後者は相手の攻撃を防御する技になっている。
両手突き（もろてづき）
- 使用者：リョウ

『XI』のみの技。両腕を引いてから同時に貫き手を突き出す。前述の通り、『2002』以降のタクマの「覇王至高拳」の性能を引き継いだ技。
ビール瓶斬り（ビールびんぎり）
- 使用者：リョウ、ユリ

『XI』からリョウに追加された技。思いっきり踏み込んで水平に手刀を浴びせる。『MI2』ではユリがほぼ同性能の技「超ビール瓶斬り（ちょうビールびんぎり）」を使う。
飛燕足刀（ひえんそくとう）（ユリちょうスラッシュ）
- 使用者：ユリ

『2002UM』で追加された技。踏み込み回し蹴り。
猛威虎殺掌（もういこさつしょう）
- 使用者：リョウ

『MIA』からリョウに追加された技。前進しながら水平に手刀を浴びせる。
虎仙蹴（こせんしゅう）
- 使用者：二代目Mr.カラテ

『MIA』で二代目Mr.カラテが使用する技。踏み込んで炎を纏った膝蹴りを繰り出す。一部スタイリッシュアートにある構えでタメが可能。1段階はひざ蹴り→上段回し蹴り、2段階は上段回し蹴りになる。段階に応じて威力は変化する。
鳳翼（ほうよく）
- 使用者：ユリ

『XIII』より追加された技。前方にジャンプする移動技で、後述の「飛燕爪破」の他に「ユリ雷神脚」、「雷煌拳」、「燕落とし」の計4つの技に派生可能。
飛燕爪破（ひえんそうは）
- 使用者：ユリ

『XIII』より追加された技で、鳳翼からの派生専用技。空中から両手を打ち下ろす。

#### 超必殺技、MAX2、リーダー超必殺技、NEO MAX超必殺技、CLIMAX超必殺技
天地覇煌拳（てんちはおうけん）
- 使用者：リョウ（二代目Mr.カラテ）

『'97』にて追加された技。強烈な正拳突きを叩き込む。『'97』・『'98』のMAX版や『2002』・『NEOWAVE』のMAX2版・『CAPCOM VS. SNK』のLV3専用版など、最大のゲージ消費を要する場合は一撃で気絶させることが可能で、『'98』以降などゲージ消費が少ない場合はカウンターヒットすると大ダメージを与えることが可能（『'98』ではノーマル版のみ）。
気絶値が高く、気絶状態の相手を再び気絶させられることがある。
無影疾風重段脚（むえいしっぷうじゅうだんきゃく）
- 使用者：ロバート

『'97』にて追加された。地上での連続蹴りから（無い場合もある）低く跳びつつ無数の蹴り技を繰り出す。『'97』では、弱は弱攻撃から、強は強攻撃から連続技に組み込むことができる。パワーマックス版は発生が遅い代わりに長い無敵時間がある。『'98』では最後に「龍斬翔」を決めて蹴り飛ばす。
無影旋風十段脚（むえいせんぷうじゅうだんきゃく）
- 使用者：ロバート

『'99』で「無影疾風重段脚」に代わって導入された技。振り上げるような蹴りで相手を打ち上げてから、空中で連続蹴りを叩き込み、相手を蹴り飛ばす。
九頭龍閃（くずりゅうせん）
- 使用者：ロバート

『2000』から使用。「龍斬翔」を数回繰り返す。
背牙龍（はいきりゅう）
- 使用者：ロバート

『2001』から使用。最初に裏拳を出し、それが決まるとさらに錐揉み回転する「龍牙」を決める。
飛燕烈吼（ひえんれっこう） / ユリちょう裂破（ユリちょうれっぱ）
- 使用者：ユリ

『'97』にて追加された。「空牙」の強化版で、「空牙」を何度も連発する。
滅鬼斬空牙（めっきざんくうが） / 芯!ちょうアッパー（しん!ちょうアッパー）
- 使用者：ユリ

『'98』の裏性能のユリの追加技で、以降の作品にもある。「空牙」をさらに強化したもので、強烈な3段ヒットのダブルアッパーカットを叩き込む。ユリの技の中でも威力は絶大。
技名、モーションとも『ストリートファイター』シリーズのリュウの技「真・昇龍拳」のそれである。
技名の「芯」はユリが「真」の字を書き間違えたもの。
ユリちょう燕舞（ユリちょうえんぶ）
- 使用者：ユリ

『2001』にて追加されたMAX超必。移動投げ技で突進して相手を掴むと画面が黒くなり、無数の打撃を叩き込む。フィニッシュポーズが低確率で「背中を見せて仁王立ちし振り返る」となることがあり、これがでるとダメージ1・5倍となる。
鍼!飛燕鳳凰脚（しん!ひえんほうおうきゃく）
- 使用者：ユリ

『2002』でのMAX2。『'95』版「飛燕鳳凰脚」を再現した技。『2002UM』では後述する「ちょう!龍虎乱舞」にとって代わられた。
雷神 覇王翔吼拳（らいじん はおうしょうこうけん）
- 使用者：ユリ

『2003』でのリーダー超必殺技。ガード不能の気弾を飛ばす。ボタンを押して溜めることで威力が上がる。
真・鬼神撃（しん・きじんげき）
- 使用者：タクマ

『'98』から使用。『龍虎2』の「鬼神激」を超必殺技にリニューアルした技。
虎殺陣（こさつじん）
- 使用者：タクマ、二代目Mr.カラテ

『2002』でのタクマのMAX2。当身技で判定が出てる間は完全無敵。相手の攻撃を受け止めて渾身の手刀打ちを決めるカウンター打ち技。上中下段全部に対応。ダメージは高く設定されていて、体力を4割5分持っていく。技中は完全無敵で飛び道具などもすり抜ける。
『MI2』の二代目Mr.カラテは「皆伝奥義 虎殺陣」として使用。
撃・龍虎乱舞（げき・りゅうこらんぶ）
- 使用者:リョウ

『2002UM』で登場。『2002』から登場したガード不能のMAX版「龍虎乱舞」がMAX2として独立したもの。
性能は同一であるが演出が少し変更。技の発動ポーズが『龍虎の拳』風になっており、フィニッシュが「極限虎咆」のようなモーションになっている。
烈・龍虎乱舞（れつ・りゅうこらんぶ）
- 使用者:リョウ

『2002UM』で登場。前述の「撃・龍虎乱舞」と同じような技だが技の発動ポーズが従来までの「龍虎乱舞」と同じ、コマンドが簡単、無敵判定がない、ガードが可能になっているなどの違いがある。
ちょう!龍虎乱舞（ちょう!りゅうこらんぶ）
- 使用者:ユリ

『2002UM』で登場。ユリが自分流にアレンジした「龍虎乱舞」。乱舞の後「空牙」を食らわせ、トドメに「芯!ちょうアッパー」を繰り出す。発動時にボタン押しっぱなしで待機できる。
『XIV』ではCLIMAX超必殺技として採用される。決めてる最中はカメラ目線でピースサインや尻叩きで挑発してから腕を振り回してから渾身の「空牙」を放つ。
滅・龍虎乱舞（めつ・りゅうこらんぶ）
- 使用者:ロバート

『2002UM』の裏性能版ロバートのMAX2。タクマの「龍虎乱舞」のように乱舞の後で相手を気絶させて後方へ跳び退き、巨大な虎の型をした「覇王翔吼拳」でトドメを刺す。「龍虎乱舞」の構える瞬間から突進が終わり切るまで完全無敵。技の動作中は始動（コマンド入力直後）から最後までが完全無敵判定となる。
覇王獅咬拳（はおうしこうけん）
- 使用者：タクマ

『2002UM』での裏性能版タクマのMAX2。『2000』のエンディングでキングをゼロキャノンから守ったときの技を再現したもの。「覇王至高拳」と同じモーションだが、『2000』のエンディングと同じく道着がはだけ、獅子の形をかたどったビーム状の気を放つ。
天翔覇王翔吼拳（てんしょうはおうしょうこうけん）
- 使用者：ユリ

『MI2』から追加された超必殺技。レベル2で発動させられる技。
最初の突進がヒットすると、片膝をつかせた相手の足と頭を踏み台に駆け上がって跳び越え、空中からの覇王翔吼拳を決める。
ちょう砕破（ちょうさいふぁ）
- 使用者：ユリ

『XIV』より追加された超必殺技。砕破の強化版で、さらに大きな気の壁を張り出す。
真・天地覇煌拳（しん・てんちはおうけん）
- 使用者：リョウ

『XIII』でのNEO MAX超必殺技。「天地覇煌拳」の上位版に当たる技。ヒット時に衝撃が相手の背中を突き抜ける演出がある。
『XIV』でもCLIMAX超必殺技として使用する。
飛燕疾風龍神脚（ひえんしっぷうりゅうじんきゃく）
- 使用者：ロバート

『XIII』でのNEO MAX超必殺技。相手をサーチする「飛燕龍神脚」で急降下し、ヒット時は爆炎で攻撃する。地上版では後方にジャンプしてから繰り出す。
毘瑠斗圧覇（ビルトアッパー）
- 使用者：タクマ

『XIII』でのNEO MAX超必殺技。気合いを込めた渾身の「ビルトアッパー」を打ちこんで上昇した後、急降下しながら手刀で地面に叩きつける。
覇王雷煌拳（はおうらいおうけん）
- 使用者：ユリ

『XIII』でのNEO MAX超必殺技。「雷煌拳」の強化版で、空中からバウンドする気弾を放ち、巨大な火柱を起こす。地上版ではジャンプしてから繰り出す。
鬼神山峨撃（きしんさんがげき）
- 使用者：Mr.カラテ

『XIII』でのNEO MAX超必殺技。炎のように燃え上がるオーラを纏った正拳突きで突進し、ヒット時は火柱を起こしながら逆の手で振り下ろす。
無影旋風龍斬翔（むえいせんぷうりゅうざんしょう）
- 使用者：ロバート

『XIV』で追加されたCLIMAX超必殺技。蹴りながら上昇し、龍斬翔で蹴り飛ばす。

### その他の作品

#### 特殊技
ボディブロー
- 使用者：Mr.カラテ

『SVC CHAOS』の本気になったMr.カラテの技。元は初代『龍虎』で使っていた特殊攻撃。
ローキック
- 使用者：Mr.カラテ

『SVC CHAOS』の本気になったMr.カラテの技。元は初代『龍虎』で使っていた特殊攻撃。
避け攻撃
- 使用者：Mr.カラテ

『SVC CHAOS』の本気になったMr.カラテの技。元は初代『龍虎』で使っていたダッシュ中に出す正拳突き。
ダッキング攻撃
- 使用者：Mr.カラテ

『SVC CHAOS』の本気になったMr.カラテの技。元は初代『龍虎』で使っていたダッシュ中に出す回し蹴り。

#### 必殺技
死兆拳（しちょうけん）
- 使用者：二代目Mr.カラテ

『WILD AMBITION』で使用。タクマの「猛虎無頼岩」と似た正拳突きだが、相手の攻撃を受け止めると相手の体内に気を打ち込み爆発させ吹き飛ばす（プレイヤーがボタンを押し続けると爆発のタイミングを遅らせられる）。
龍閃拳（りゅうせんけん）
虎閃脚（こせんきゃく）
- 使用者：マルコ、二代目Mr.カラテ

『餓狼 MARK OF THE WOLVES』（以下『餓狼MOW』と表記）でのマルコの技。気を纏った突進正拳突き（龍閃拳）もしくは跳び蹴り（虎閃脚）を繰り出す。ボタンを押しっぱなしにして離すボタン溜め技で、溜めの段階が低いと気を纏わない。
龍閃拳は『MI2』での二代目Mr.カラテは「龍仙拳」として使用する。
龍撃閃（りゅうげきせん）
- 使用者：ロバート

『NBC』で使う技で、手の平や脚から円盤状の気を飛ばす。
気力溜め
- 使用者：Mr.カラテ

『SVC CHAOS』の本気になったMr.カラテの専用技。パワーゲージを溜める特殊動作。

#### 超必殺技系
極限虎咆（きょくげんこほう）
- 使用者：マルコ、Mr.カラテ、リョウ

『餓狼MOW』でのマルコの技で、天高く舞い上がり、気を纏った「虎咆」を決める。後に『SVC CHAOS』にてMr.カラテが、『MI2』でもリョウが使う。
双星龍虎乱舞（そうせいりゅうこらんぶ）
- 使用者：二代目Mr.カラテ&ロバート

『NBC』での二代目Mr.カラテ（リョウ）とロバートのアナザーダブルアサルト。始動攻撃（リョウは正拳突き、ロバートは裏拳）が決まると相手を挟んで暫烈拳と幻影脚を喰らわせ、とどめに一斉に離れて覇王翔吼拳を撃つ（この時、暗転した背景に龍と虎が出現する）。
超龍虎乱舞（ちょうりゅうこらんぶ）
- 使用者：Mr.カラテ

『SVC CHAOS』の本気になったMr.カラテのEXCEED。

### その他の技
『コミックボンボン』増刊号などに掲載されていたの漫画版（作画：ゴッセージ）でリョウは、「虎煌拳」の代わりに「虎煌拳」に似た技、「覇王拳（はおうけん）」を使っていた（ロバートは「龍撃拳」をそのまま使う）。また決め技のひとつとして、「暫烈拳」ではなく「幻影脚」に似た足技「飛燕疾風散撃脚（ひえんしっぷうさんげききゃく）」も使用している。
また、上記に記載されている「覇王翔吼圧挟拳」や、「拡散覇王翔吼拳（かくさんはおうしょうこうけん）」など、「覇王翔吼拳」をアレンジした必殺技が登場する。